# Papaver rupifragum
Papaver rupifragum är en vallmoväxtart som beskrevs av Pierre Edmond Boissier och Reut.. Papaver rupifragum ingår i släktet vallmor, och familjen vallmoväxter. Inga underarter finns listade i Catalogue of Life.